# Кхагария
Кхагария (англ. Khagaria, хинди खगड़िया) — город в центральной части штата Бихар, Индия. Административный центр округа Кхагария.

## География
Абсолютная высота — 35 метров над уровнем моря. Расположен примерно в 168 км к юго-востоку от административного центра штата, города Патна.

## Население
По данным на 2013 год численность населения составляет 61 432 человека. По данным переписи 2001 года население города насчитывало 45 126 человек. Мужчины составляли 55 % населения; женщины — 45 %. Средний уровень грамотности населения на тот период составлял 64 % (70 % среди мужчин и 58 % — среди женщин). Доля детей в возрасте младше 6 лет — 17 %.
Динамика численности населения города по годам:
| 1991   | 2001   | 2013   |
| ------ | ------ | ------ |
| 34 190 | 45 221 | 61 432 |

## Транспорт
Через город проходит национальное шоссе № 31. Имеется железнодорожное сообщение.